# Лисбон (Луизијана)
Лисбон (енгл. Lisbon) град је у америчкој савезној држави Луизијана.

## Демографија
По попису из 2010. године број становника је 185, што је 23 (14,2%) становника више него 2000. године.
| Група             | 2000.       | 2010.       |
| Белци             | 106 (65,4%) | 120 (64,9%) |
| Афроамериканци    | 53 (32,7%)  | 64 (34,6%)  |
| Азијати           | 0 (0,0%)    | 0 (0,0%)    |
| Хиспаноамериканци | 0 (0,0%)    | 1 (0,5%)    |
| Укупно            | 162         | 185         |